# Carla Arce Tord
Carla Alessandra Arce Tord es una astrofísica y divulgadora científica peruana. Se dedica a la observación del espacio por medio de la radioastronomía y produce la plataforma de divulgación científica AstroCarla. Es ganadora del premio Young Scientist Award 2014. Estuvo dentro de las 50 mujeres más poderosas en Perú del 2024, según Forbes Perú.

## Biografía
Su interés por el universo lo mostró desde niña, aunque careció de referentes y de información sobre qué carrera le podría guiar para conocer cómo funciona el universo. En la adolescencia, recibió orientación del físico y docente Patricio Becerra para ser astrónoma. 

## Trayectoria profesional
Se ha especializado en astrofísica observacional y radioastronomía. Estudió la carrera de física en la Pontificia Universidad Católica del Perú (PUCP) del 2007 al 2014. En su último año, realizó prácticas en el Instituto de Radioastronomía (INRAS-PUCP) como asistente de investigación y docencia.Presentó su tesis de licenciatura en junio de 2014. Recibió el premio Young Scientist Award 2014 por su trabajo de tesis de licenciatura, durante la 31° asamblea general y simposio científico de la Unión Internacional de Radiociencia (URSI) realizada en Beijing, China.
Obtuvo una beca de la Fundación Carolina para seguir sus estudios de maestría en radioastronomía para el Instituto de Astrofísica de Canarias, de la Universidad de La Laguna, en Santa Cruz de Tenerife (España), del 2017 al 2018.Formó parte del equipo que descubrió la nova M31N 2017-11d en la galaxia de Andrómeda, en 2017.Su trabajo final de máster fue sobre la emisión de microondas de la galaxia de Andrómeda (M31).
Fue becada del 2018 al 2022 por la Agencia Nacional de Investigación y Desarrollo (ANID) de Chile para estudiar su doctorado en astronomía, en la línea de radioastronomía, en la Universidad de Chile. Durante esta etapa, publicó cuatro investigaciones sobre microfísica del polvo cósmico desde nebulosas hasta la formación de planetas. El doctorado le permitió trabajar como astrónoma tesista en el European Southern Observatory (ESO).
Dentro de su experiencia con el uso de telescopios potentes, ha trabajado en el proyecto del radiotelescopio ALMA (siglas de Atacama Large Millimeter/submillimeter Array) en el llano de Chajnantor del desierto de Atacama, en Chile, uno de los proyectos astronómicos más grandes del mundo. Trabajó con el uso de datos del telescopio espacial WISE de la NASA, del telescopio William Herschel (WHT), en Islas Canarias, y del radiotelescopio Karl G. Jansky Very Large Array (VLA), en Nuevo México (EE. UU.).
En el 2024, ha publicado el libro "El universo extremo".

## Trayectoria en divulgación científica
Como parte de su trabajo en el INRAS, hizo guiado de estudiantes de colegios en el área de radioastronomía. Con ello, se dio cuenta de que era la única guía mujer, y que las niñas se sorprendían que hubiera una científica. Esto le confirmó su percepción de la falta de referentes mujeres en las ciencias naturales. En el 2020, fue parte de la plana docente del primer Programa de Diplomado en Divulgación Científica que se hizo en Perú, de la Universidad Peruana Cayetano Heredia.El mismo año, creó el proyecto de divulgación científica AstroCarlaa en redes sociales, durante sus estudios de doctorado, para explicar el funcionamiento del universo al público no especializado.Ha creado el espacio de divulgación "Lunes de noticia científica" y presenta a científicos para tratar temas sobre astronomía.Este trabajo le ha permitido participar en ferias internacionales de libros, como la Feria del Libro de Guadalajara (2021) y la Feria del Libro de Lima (2023-2024), así como en conferencias tecnológicas.
Fue una de las 10 líderes ponentes en el Primer Encuentro Binacional de Mujeres Líderes Perú-Chile o Techsuyo 2022, realizado en Lima y organizado por la Embajada de Chile en Perú y el Ministerio de Relaciones Exteriores de Perú, evento creado para promover la participación de mujeres en STEM. Fue nominada a los premios Women that Build de Globant en el 2023. En el 2024, fue ponente de una jornada de TEDxTukuyWomen. También, participa en proyectos de divulgación científica en escuelas y espacios públicos en Perú y Chile.Fue seleccionada dentro de las 50 peruanas más poderosas en el 2024 por su trayectoria como astrofísica y como divulgadora científica, según la revista Forbes Perú.